# Бонемерсе
Бонемѐрсе (на италиански: Bonemerse, на местен диалект: Bunemers, Бунемерс) е село и община в Северна Италия, провинция Кремона, регион Ломбардия. Разположено е на 40 m надморска височина. Населението на общината е 1512 души (към 2017 г.).